# Phillip Matthews
Pour les articles homonymes, voir Matthews.
 Phillip Michael Matthews, est né le 24 janvier 1960 à Gloucester. C’est un ancien joueur de rugby à XV qui a évolué avec l'équipe d'Irlande au poste de troisième ligne aile, treize fois comme capitaine.

## Carrière
Il a disputé son premier test match, le 10 novembre 1984 contre l'équipe d'Australie. Son dernier test match fut contre l'équipe d'Angleterre, le 1er février 1992.
Il a disputé quatre matchs de la coupe du monde 1991, en tant que capitaine, et trois matchs de la coupe du monde 1987.
Il a joué un test match avec les Lions britanniques, en 1989.

## Palmarès
- 38 sélections
- Sélections par années : 1 en 1984, 4 en 1985, 1 en 1986, 7 en 1987, 7 en 1988, 5 en 1989, 2 en 1990, 8 en 1991, 3 en 1992
- Tournois des Cinq Nations disputés: : 1985, 1987, 1988, 1989, 1990, 1991, 1992
- Vainqueur du tournoi des cinq nations en 1985